# Ү
Ү, ү は、キリル文字のひとつ。ギリシャ文字のΥ（ウプシロン）に由来する。ラテン文字のYと大文字は同形であるが、小文字は異なり、大文字をそのまま小さくした形である。モンゴル語や多くのテュルク系言語で母音字として使われる。

## 呼称
- モンゴル語：ウー
- キルギス語：ユー（円唇前舌狭母音）

## 音素
- モンゴル語ではこの字が/u/を表す。ロシア語などで/u/を表すУは、これよりやや広めの円唇母音を表す。
- キルギス語を始めとするテュルク系言語では/y/。ただし、カザフ語では/ʉ/である。

## アルファベット上の位置
モンゴル語の第23字母、キルギス語の第24字母、カルムイク語の第25字母、タタール語の第26字母、アゼルバイジャン語旧表記の第26字母、カザフ語の第28字母である。

## Үに関わる諸事項
- キリル文字のУは別字である（由来は同じ）。
- 女性母音。この母音の軟化した長音を表すには"юү"を用いる。

## 符号位置
| 大文字 | Unicode | JIS X 0213 | 文字参照        | 小文字 | Unicode | JIS X 0213 | 文字参照        | 備考 |
| ------ | ------- | ---------- | --------------- | ------ | ------- | ---------- | --------------- | ---- |
| Ү      | U+04AE  | -          | &#x4AE; &#1198; | ү      | U+04AF  | -          | &#x4AF; &#1199; |      |